# Visvaldis Lāms
Visvaldis Lāms (22. července 1923 Riga – 28. srpna 1992 Riga) byl lotyšský prozaik.

## Životopis
Narodil se roku 1923. Jeho rodiče pracovali jako dělníci v přístavu. Roku 1928 se matka společně s pětiletým Visvaldisem přestěhovala do Carnikavy, kde v letech 1930–1932 navštěvoval první stupeň základní školy. O této době Lāms píše: „snažím se dávat dohromady to množství uplynulých dnů a působí na mne, že jsou barevné a provokují až k zamyšlení Roku 1937 dokončil základní školu v Rize. Poté začal pracovat. Roku 1942 se zapsal na střední školu v Gaujieně. Krátce po vzniku lotyšské legie byl mobilizován (1943). Věnoval se různým povoláním, pracoval např. jako laborant, zedník, malíř nebo zámečník. Díky samostudiu si Lāms osvojil velké množství znalostí, zejména z oblasti historie, filozofie a jazyků.

## Literární dílo
Roku 1953 publikuje své první dílo. Tím byl povídka „Ceļā“ publikovaná v časopise „Zvaigzne“. Roku 1956 byl přijat do Svazu spisovatelů. Za román „Kāvu blāzmā“, který zachycuje události druhé světové války v Lotyšsku, sklidil velmi přísnou kritiku, která mu po dlouhou dobu způsobovala problémy s vydáváním. Zemřel roku 1992, pohřben je na Rainisově hřbitově. Lāmsova próza se soustředila na tvrdou realitu života, osudy lidí na přelomu století, na tragické osudy mladých lidí během války. Věrohodnost jeho děl vychází z jeho vlastní zkušenosti. Realisticky také vylíčil poválečný život. To bylo často kritizováno jeho kolegy a kvůli tomu Lāms dlouhou dobu nesměl publikovat. Do roku 1968 psal pod pseudonymem Visvaldis Eglons, později publikoval pod svým skutečným jménem.

## Lāmsovy romány
Hlavním tématem Lāmsovy tvorby je problém člověka všeobecně. Jedním z nejdůležitějších aspektů tohoto problému je zobrazený hrdina a čas. V jeho románech se děj odehrává vždy v určité době, hrdinové žijí ve specifickém sociálním prostředí a duchovní atmosféře své doby. Postavy Lāmsových děl jsou lidé, obvykle obyčejní lidé, kteří jsou schopni si udržet lidskost za všech okolností.
- V románu „Ceļš pa dzīvi“ (1956) autor píše o pracovnících údržby silnic a ekonomických problémech té doby. Hlavní postava románu Ojārs Vīgants statečně bojuje proti různým nesmyslům a zůstává sám sobě věrný za všech okolností.

- Jedním z nejrozsáhlejších románů V. Lāmse je „Nemierā dunošā pilsēta“ (1957). Román popisuje život v Lotyšsku, zejména v Rize, počínaje rokem 1935 a konče červnem roku 1941. Hlavní postavou románu je postava dělníka Valerijse Kristjānse.

- Román „Kāvu blāzmā“ (1958) zobrazuje tragédii mladé generace během druhé světové války. Hlavní postavou je lotyšský legionář Gunārs Veldre. Román začíná na výcvikovém místě Gunārse Veldreho v Bolderāje v roce 1943 a končí kapitulací v roce 1945. V kronice Lotyšské republiky a období německé okupace najdeme válečné zajatce, vlasovce, legionáře, dezertéry, spekulanty, partyzány, baltské Němce – poměrně širokou škálu postav. Mnoho lidí ve válce zemřelo. V. Lāms jasně ilustruje stav zmatku a rozčarování, ke kterému došlo v Lotyšsku během druhé světové války.

- Děj románu „Kāpj dūmu stabi“ (1960) se odehrává především v prostředí rodiny dělníka Izartse.

- Láska k práci je životním krédem Raulse Allikse, hrdiny románu „Visaugstākais amats“ (1968).

- „Mūža guvums“ (1974) pojednává o životě svářeče Indriķise Ebarse. Práce je pro Ebarse jako „chléb, který jíme, vzduch, který dýcháme“. Čestně vykonávaná práce vyplňuje dny, týdny, měsíce a roky Ebarsova života.

- Postavy Lāmsových děl za svou lidskost nečekají žádnou odměnu. „Vaší jedinou odměnou bude uznání, že jste celý život zůstali věrni sami sobě – nikomu jste se nezaprodali, nikomu jste nepodlézali, nikoho jste neponižovali, ani jste nikomu nepochlebovali“. („Ķēves dēls Kurbads“). Právě takovým příkladem se řídí postava Ulůdise Osise v jednom z nejlepších Lāmsových román – „Jokdaris un lelle“ (1972).

- Vztah postavy s časem byl zvláštně pojednán v románu „Pavarda kungs Ašgalvis“ (1982), který patří k vrcholům tvůrčí práce V. Lāmse. V románu se realistické prostředí střídá s představami.

- Otázkou vztahu mezi hrdinou a časem se také zabývá poslední spisovatelův román „Abadona miers“ (publikovaný v roce 1993). Byl vytvořen jako pokračování románu „Kāvu blāzmā“. Protagonista Gunārs Veldre se po pobytu v koncentračním táboře vrátil do Lotyšska a začal svou kariéru spisovatele. Veldreho motto zní: „Spisovatel žije s dobou a zároveň s ní i trpí“. V románu je mnoho autobiografických motivů.